# Qualificatore
In una Base di dati, i qualificatori sono termini con cui è possibile estendere un set di metadati. Solitamente i qualificatori sono campi appartenenti a specifici settori disciplinari non coperti dallo schema elementare, ma anche metadati tecnici e amministrativi, utili per la gestione delle risorse.
I qualificatori vengono predisposti, da chi crea i metadati, con l'intenzione di rendere più precisi i valori espressi negli elementi.

## Tipologie di qualificatori
- Qualificatori di schema: specificano gli schemi o i vocabolari controllati utilizzati per esprimere il valore assegnato ad un elemento. Un esempio è rappresentato da: "Subject (EET)". Il qualificatore "EET", (che sta per European Educational Thesaurus ossia TEE) nel campo "Subject" consente di personalizzare le interfacce di ricerca, e di selezionare opportunamente gruppi di risorse sulla base del sistema di indicizzazione.

- Qualificatori di raffinamento: forniscono precisazioni sul tipo e la natura di un valore contenuto in un elemento. Ad esempio nel caso dell'elemento "Creator", "Acronym" è un qualificatore di raffinamento, così come lo è se riferito al campo "Publisher", nel quale può specificare se si tratta di un editore conosciuto attraverso un acronimo.